# Llista de topònims d'Alpicat
Llista de topònims (noms propis de lloc) del municipi d'Alpicat, al Segrià
Informació actualitzada per un bot. Els canvis manuals es perdran quan s'actualitzi!

## granja
| imatge | Nom                 | Ubicat a | instància de | Detalls | coordenades                                                          | Protecció | Commons (més fotos) | Dades a WD                    |
| ------ | ------------------- | -------- | ------------ | ------- | -------------------------------------------------------------------- | --------- | ------------------- | ----------------------------- |
|        | Granges de l'Escuer | Alpicat  | granja       |         | 41° 41′ 18″ N, 0° 33′ 34″ E / 41.6883601014625°N,0.559485235121586°E |           |                     | Modifica les dades a Wikidata |
|        | Granges del Blasi   | Alpicat  | granja       |         | 41° 40′ 46″ N, 0° 33′ 27″ E / 41.6793771722498°N,0.55761440683762°E  |           |                     | Modifica les dades a Wikidata |
|        | Granja del Baró     | Alpicat  | granja       |         | 41° 41′ 06″ N, 0° 32′ 52″ E / 41.684911592066°N,0.54780176379358°E   |           |                     | Modifica les dades a Wikidata |
|        | Granja del Delo     | Alpicat  | granja       |         | 41° 40′ 20″ N, 0° 33′ 02″ E / 41.6721815209383°N,0.550439166314636°E |           |                     | Modifica les dades a Wikidata |
|        | Granja del Gispert  | Alpicat  | granja       |         | 41° 40′ 11″ N, 0° 32′ 58″ E / 41.6697894569519°N,0.549340762396109°E |           |                     | Modifica les dades a Wikidata |
|        | Granja del Guàrdia  | Alpicat  | granja       |         | 41° 40′ 28″ N, 0° 33′ 04″ E / 41.6743226724741°N,0.551174778798953°E |           |                     | Modifica les dades a Wikidata |
|        | Granja del Paulico  | Alpicat  | granja       |         | 41° 40′ 14″ N, 0° 33′ 54″ E / 41.6705660392717°N,0.565106649900192°E |           |                     | Modifica les dades a Wikidata |
|        | Granja del Perico   | Alpicat  | granja       |         | 41° 40′ 28″ N, 0° 34′ 47″ E / 41.6744529505941°N,0.579843465643604°E |           |                     | Modifica les dades a Wikidata |
|        | Granja del Ribau    | Alpicat  | granja       |         | 41° 40′ 52″ N, 0° 33′ 32″ E / 41.6811232807295°N,0.558833803195584°E |           |                     | Modifica les dades a Wikidata |

## masia
| imatge | Nom                            | Ubicat a | instància de | Detalls | coordenades                                                          | Protecció | Commons (més fotos) | Dades a WD                    |
| ------ | ------------------------------ | -------- | ------------ | ------- | -------------------------------------------------------------------- | --------- | ------------------- | ----------------------------- |
|        | Maset del Verger               | Alpicat  | masia        |         | 41° 39′ 15″ N, 0° 33′ 02″ E / 41.6541975662544°N,0.55050863516828°E  |           |                     | Modifica les dades a Wikidata |
|        | Torre Morera                   | Alpicat  | masia        |         | 41° 39′ 55″ N, 0° 34′ 47″ E / 41.6652104806562°N,0.579745414663706°E |           |                     | Modifica les dades a Wikidata |
|        | Torre de Cal Curruc            | Alpicat  | masia        |         | 41° 39′ 45″ N, 0° 32′ 50″ E / 41.6626000253327°N,0.547115423820129°E |           |                     | Modifica les dades a Wikidata |
|        | Torre de Majades               | Alpicat  | masia        |         | 41° 39′ 32″ N, 0° 32′ 45″ E / 41.6590229217445°N,0.545774076320542°E |           |                     | Modifica les dades a Wikidata |
|        | Torre de Mingot                | Alpicat  | masia        |         | 41° 40′ 19″ N, 0° 34′ 18″ E / 41.6720561460521°N,0.571681069458761°E |           |                     | Modifica les dades a Wikidata |
|        | Torre del Maçaners             | Alpicat  | masia        |         | 41° 39′ 31″ N, 0° 32′ 38″ E / 41.658712446388°N,0.54399276583943°E   |           |                     | Modifica les dades a Wikidata |
|        | Torre del Meris                | Alpicat  | masia        |         | 41° 40′ 10″ N, 0° 34′ 43″ E / 41.6694113473176°N,0.578651089855064°E |           |                     | Modifica les dades a Wikidata |
|        | Torre del Murciano             | Alpicat  | masia        |         | 41° 39′ 38″ N, 0° 34′ 35″ E / 41.6606802543553°N,0.576324200483838°E |           |                     | Modifica les dades a Wikidata |
|        | Torre del Nieves               | Alpicat  | masia        |         | 41° 40′ 14″ N, 0° 32′ 45″ E / 41.67046221514°N,0.54594824058759°E    |           |                     | Modifica les dades a Wikidata |
|        | Torre del Peret de la Carrassa | Alpicat  | masia        |         | 41° 39′ 24″ N, 0° 33′ 19″ E / 41.6565976162746°N,0.555365382623345°E |           |                     | Modifica les dades a Wikidata |
|        | Torre del Tarruella            | Alpicat  | masia        |         | 41° 39′ 48″ N, 0° 32′ 59″ E / 41.663340001747°N,0.54982192022439°E   |           |                     | Modifica les dades a Wikidata |
|        | Xalet de l'Escuer              | Alpicat  | masia        |         | 41° 41′ 22″ N, 0° 33′ 38″ E / 41.689464461442°N,0.560596930830631°E  |           |                     | Modifica les dades a Wikidata |
|        | Xalets Vizarreres              | Alpicat  | masia        |         | 41° 39′ 23″ N, 0° 32′ 47″ E / 41.6563954637723°N,0.546306210872512°E |           |                     | Modifica les dades a Wikidata |

## muntanya
| imatge | Nom                     | Ubicat a | instància de | Detalls | coordenades                                                   | Protecció | Commons (més fotos) | Dades a WD                    |
| ------ | ----------------------- | -------- | ------------ | ------- | ------------------------------------------------------------- | --------- | ------------------- | ----------------------------- |
|        | Tossal Gros (Alpicat)   | Alpicat  | muntanya     |         | 41° 40′ 31″ N, 0° 34′ 23″ E / 41.6752°N,0.572969°E 347.3 msnm |           |                     | Modifica les dades a Wikidata |
|        | Tossal de Sant Bartomeu | Alpicat  | muntanya     |         | 41° 40′ 27″ N, 0° 32′ 41″ E / 41.6742°N,0.544772°E 341.4 msnm |           |                     | Modifica les dades a Wikidata |

## nucli de població
| imatge | Nom               | Ubicat a | instància de                                           | Detalls | coordenades                                                                   | Protecció | Commons (més fotos) | Dades a WD                    |
| ------ | ----------------- | -------- | ------------------------------------------------------ | ------- | ----------------------------------------------------------------------------- | --------- | ------------------- | ----------------------------- |
|        | Graó Park         | Alpicat  | nucli de població nucli d'entitat singular de població | 169 hab | 41° 40′ 22″ N, 0° 32′ 32″ E / 41.672915°N,0.542186°E 295 msnm                 |           |                     | Modifica les dades a Wikidata |
|        | Rafel             | Alpicat  | nucli de població                                      |         | 41° 39′ 11″ N, 0° 33′ 37″ E / 41.6531885100188°N,0.560225691520496°E          |           |                     | Modifica les dades a Wikidata |
|        | el Pla de Montsó  | Alpicat  | nucli de població nucli d'entitat singular de població | 576 hab | 41° 39′ 13″ N, 0° 33′ 47″ E / 41.6535918530392°N,0.563104516173662°E 256 msnm |           |                     | Modifica les dades a Wikidata |
|        | els Àngels        | Alpicat  | nucli de població nucli d'entitat singular de població | 45 hab  | 41° 39′ 54″ N, 0° 32′ 59″ E / 41.66493746°N,0.549616814°E 255.339 msnm        |           |                     | Modifica les dades a Wikidata |
|        | l'Hostal del Lluc | Alpicat  | nucli de població                                      |         | 41° 38′ 57″ N, 0° 33′ 49″ E / 41.649222481456°N,0.56356560434619°E            |           |                     | Modifica les dades a Wikidata |
|        | la Cerdera        | Alpicat  | nucli de població nucli d'entitat singular de població | 572 hab | 41° 39′ 49″ N, 0° 31′ 16″ E / 41.663621922539°N,0.52098663095534°E 338 msnm   |           |                     | Modifica les dades a Wikidata |
|        | la Terra Baixa    | Alpicat  | nucli de població nucli d'entitat singular de població | 72 hab  | 41° 39′ 57″ N, 0° 32′ 20″ E / 41.665808752093°N,0.53891866794884°E 282 msnm   |           |                     | Modifica les dades a Wikidata |
|        | la Terra Ferma    | Alpicat  | nucli de població                                      |         | 41° 39′ 17″ N, 0° 33′ 18″ E / 41.6547099315522°N,0.555112569365816°E          |           |                     | Modifica les dades a Wikidata |
|        | les Bruixes       | Alpicat  | nucli de població nucli d'entitat singular de població | 66 hab  | 41° 39′ 22″ N, 0° 33′ 00″ E / 41.656140909612°N,0.55009495692738°E 252 msnm   |           |                     | Modifica les dades a Wikidata |

## Misc
| imatge | Nom                                    | Ubicat a                             | instància de                                   | Detalls                                  | coordenades | Protecció                                  | Commons (més fotos)                    | Dades a WD                    |
| ------ | -------------------------------------- | ------------------------------------ | ---------------------------------------------- | ---------------------------------------- | --- | ------------------------------------------ | -------------------------------------- | ----------------------------- |
|        | Alpicat                                | Alpicat                              | entitat singular de població capital municipal | 6466 hab                                 | 41° 40′ 05″ N, 0° 33′ 24″ E / 41.66817288°N,0.55656144°E 254 msnm                                                            |                                            |                                        | Modifica les dades a Wikidata |
|        | Alpicat Lúdic Parc                     | Alpicat                              | polígon industrial                             |                                          | 41° 39′ 00″ N, 0° 33′ 56″ E / 41.6500978640958°N,0.565673874996201°E                                                         |                                            |                                        | Modifica les dades a Wikidata |
|        | Fita del Pla de les Tres Fites         | Alpicat                              | fita                                           | Estil: arquitectura popular              | 41° 41′ 26″ N, 0° 34′ 12″ E / 41.69057°N,0.56989°E                                                                           | bé integrant del patrimoni cultural català |                                        | Modifica les dades a Wikidata |
|        | Molí fariner                           | Alpicat                              | molí d'aigua                                   | Estil: arquitectura popular              | 41° 40′ 00″ N, 0° 34′ 57″ E / 41.66653°N,0.58252°E                                                                           | bé integrant del patrimoni cultural català |                                        | Modifica les dades a Wikidata |
|        | Sant Bartomeu d'Alpicat                | Alpicat                              | església                                       | Estil: arquitectura barroca              | 41° 39′ 59″ N, 0° 33′ 19″ E / 41.66648°N,0.55532°E                                                                           | bé integrant del patrimoni cultural català | Sant Bartomeu d'Alpicat                | Modifica les dades a Wikidata |
|        | Societat Recreativa i Cultural La Unió | Alpicat                              | edifici                                        | Estil: arquitectura popular              | 41° 40′ 00″ N, 0° 33′ 19″ E / 41.66676°N,0.55539°E                                                                           | bé integrant del patrimoni cultural català | Societat Recreativa i Cultural La Unió | Modifica les dades a Wikidata |
|        | Tamariu de la Torre del Xino           | Alpicat                              | arbre singular                                 | Taxon: Tamarix gallica (Tamarix gallica) | 41° 39′ 30″ N, 0° 34′ 25″ E / 41.658291°N,0.57364°E                                                                          |                                            |                                        | Modifica les dades a Wikidata |
|        | Tossal Bea                             | Alpicat                              | vèrtex geodèsic                                | Alt: 1.2m                                | 41° 40′ 30″ N, 0° 34′ 24″ E / 41.675085°N,0.573245°E 347.409 msnm                                                            |                                            |                                        | Modifica les dades a Wikidata |
|        | cal Negre                              | Alpicat                              | casa                                           | Estil: arquitectura popular 16th century | 41° 40′ 00″ N, 0° 33′ 19″ E / 41.66665°N,0.5552°E ca:Pl. de l'Església, 4 264 msnm                                           | bé integrant del patrimoni cultural català | Cal Negre (Alpicat)                    | Modifica les dades a Wikidata |
|        | camí municipal de Montcada             | Lleida Alpicat                       | camí                                           |                                          | 41° 40′ 01″ N, 0° 34′ 31″ E / 41.6669°N,0.575409°E                                                                           |                                            |                                        | Modifica les dades a Wikidata |
|        | canal d'Aragó i Catalunya              | província de Lleida província d'Osca | canal de reg                                   | Desemboca: Segre                         | 42° 06′ 20″ N, 0° 17′ 16″ E / 42.10567694444445°N,0.28775999999999996°E 41° 25′ 50″ N, 0° 21′ 23″ E / 41.430586°N,0.356512°E |                                            | Canal d'Aragó i Catalunya              | Modifica les dades a Wikidata |
|        | casa consistorial d'Alpicat            | Alpicat                              | casa consistorial                              |                                          | 41° 39′ 57″ N, 0° 33′ 20″ E / 41.6659133°N,0.5556226°E                                                                       |                                            |                                        | Modifica les dades a Wikidata |
|        | era del Capa                           | Alpicat                              | cabana                                         |                                          | 41° 40′ 09″ N, 0° 33′ 55″ E / 41.6691940198134°N,0.56538659779634°E                                                          |                                            |                                        | Modifica les dades a Wikidata |